# Cizancourt
Cizancourt é uma comuna francesa na região administrativa de Altos da França, no departamento de Somme. Estende-se por uma área de 1,83 km². Em 2010 a comuna tinha 32 habitantes (densidade: 17,5 hab./km²).